# Zone rouge (film)
Pour les articles homonymes, voir Zone rouge.
Pour plus de détails, voir Fiche technique et Distribution.
Zone rouge est un film français réalisé par Robert Enrico, sorti le 9 avril 1986.

## Synopsis
Claire Rousset (Sabine Azéma) rend visite à son ex-mari Pierre (Jacques Nolot) qui vit dans un petit hameau de la région lyonnaise. Depuis quelque temps, la santé de Pierre ainsi que celle des autres habitants du village s'est brutalement dégradée au point d'en devenir inquiétante. Dans la nuit, un gigantesque incendie ravage la maison de Pierre ainsi que tout le village. Claire réussit malgré tout à sortir de la maison. Mais au moment de rejoindre sa voiture pour s'enfuir, elle aperçoit d'étranges individus équipés de combinaisons intégrales et armés de lance-flammes mettre sauvagement le feu au village. Elle est repérée par les hommes, mais arrive à s'échapper in extremis. Elle sera la seule survivante du drame. Alors que la Police fait traîner l'enquête, et elle-même très affectée par cet événement, elle décide, de manière téméraire, de mener sa propre enquête au péril de sa vie. Sur la route de son périple, elle rencontre Jeff (Richard Anconina), employé du CRES, société visiblement mêlée à l'incendie. Il décide de l'aider.

## Fiche technique
- Titre : Zone rouge
- Réalisation : Robert Enrico, assisté de Jérôme Enrico
- Scénario : Robert Enrico et Alain Scoff, d'après le roman Brûlez-les tous ![1] de Georges-Jean Arnaud
- Musique : Gabriel Yared
- Photographie : Didier Tarot
- Décors : Jean-Claude Gallouin
- Costumes : Malika Brahim
- Montage : Patricia Nény
- Son : Guillaume Sciama
- Production : Jean Bolvary et Jean Nachbaur
- Société de production : Revcom Films et TF1 Films Production
- Société(s) de distribution : Acteurs auteurs associés
- Format : Couleur - 1,66:1 -  35 mm - son  Mono
- Pays :  France
- Genre : thriller
- Durée : 110 minutes
- Date de sortie :
  - France : 9 avril 1986

## Distribution
- Richard Anconina : Jeff Montelier
- Sabine Azéma : Claire Rousset
- Hélène Surgère : La mère de Claire
- Jacques Nolot : Pierre Rousset
- Jean Bouise : Antoine Sénéchal
- Pierre Frejek : Fabien Rousset
- Dominique Reymond : Nathalie Cheylard
- Thierry Rode : Vanian
- Jean Reno : Leccia
- Patrick Perez : Malachi
- Bernard Freyd : le directeur du CRES
- Jean-Pierre Bagot : Louis Machabert
- Philippe Vacher : le journaliste de FR3
- Christian Pereira : Gérard, le chimiste
- Jean-Pierre Bisson : le commissaire Mercier
- Gaëlle Legrand : Ibis
- Daniel Langlet : le juge Peyrac
- Jean-Claude Bolle-Reddat : le réceptionniste de l'hôtel
- Michel Melki : l'employé des assurances
- Robert Lucibello : le patron du bar
- Henri Villon : le préfet de police
- Jean-Claude Dumas : le faux gendarme moustachu
- Daniel Rialet
- Lionnel Astier

## Production

### Tournage
Le hameau de Celles, sur le lac du Salagou, a servi de cadre au tournage du film.
C'est de ce tournage (en 1985) que date « l'effet incendie », visible sur les murs des maisons du village : dans le film, les autorités mettent sournoisement le feu au village afin d'effacer toute trace de l'accident polluant. Les maisons ont donc été maquillées pour les besoins du scénario.